# Butler megye (Nebraska)
Butler megye az Amerikai Egyesült Államokban, azon belül Nebraska államban található. Megyeszékhelye és legnagyobb városa David City. Lakosainak száma 8369 fő (2020. április 1.). Butler megye Colfax, Seward, Lancaster, Saunders, Polk, Platte, Dodge és York megyékkel határos.

## Népesség
A megye népességének változása:
| Lakosok száma | 8373 | 8300 | 8298 | 8312 | 8115 | 8369 |
|               | 2010 | 2011 | 2012 | 2013 | 2015 | 2020 |